# Lista de ducados do Império do Brasil
Esta é uma lista de ducados do Império do Brasil.
| Armas                        | Título              | Data de criação                    | Primeiro titular                     | Topônimo associado | Detentor atual |
| ---------------------------- | ------------------- | ---------------------------------- | ------------------------------------ | ------------------ | -------------- |
| Armas do Duque de Caxias     | Duque de Caxias     | 23 de março de 1869, por Pedro II  | Luís Alves de Lima e Silva           | Caxias, Maranhão   | Extinto        |
| Armas do Duque do Ceará      | Duque do Ceará      | 13 de agosto de 1828, por Pedro I  | Maria Isabel de Alcântara Brasileira | Ceará              | Extinto        |
| Armas do Duque de Goiás      | Duque de Goiás      | 24 de maio de 1826, por Pedro I    | Isabel Maria de Alcântara Brasileira | Goiás              | Extinto        |
| Armas do Duque de Santa Cruz | Duque de Santa Cruz | 5 de novembro de 1829, por Pedro I | Augusto de Beauharnais               | Santa Cruz         | Extinto        |

## Observações
↑  A lista adota como padrão as normas ortográficas vigentes da língua portuguesa, mesmo que a escrita dalguns títulos difira dos topônimos associados que por ventura mantiveram a antiga grafia.
↑  Alguns autores consideram que o título ducal do Ceará nunca foi expedido, tendo havido uma promessa de D. Pedro I de sua concessão quando do nascimento de sua filha Maria Isabel da marquesa de Santos, que nunca fora realizada, devido este fato à morte prematura da menina.